# Europese wolf
De Europese wolf of Euraziatische wolf (Canis lupus lupus) is een ondersoort van de wolf (Canis lupus). Deze ondersoort komt voor van Spanje, Duitsland en Scandinavië tot de Chinese steppen, en omvat ook enkele populaties die voorheen als aparte ondersoort werden beschouwd, als de Iberische wolf.
Oorspronkelijk leefde de Europese wolf in het grootste gedeelte van Eurazië. De zuidgrens van zijn verspreidingsgebied liep door de Zwarte Zee, de Kaukasus en de Himalaya. Ten tijde van Napoleon kwam deze ondersoort nog in Nederland voor, waar hij rond het jaar 2000 terugkeerde. Tegenwoordig is de soort in een groot gedeelte van Europa en China uitgestorven. Hij komt in Europa nog voor in Scandinavië, de voormalige Sovjet-Unie, Polen, Tsjechië, Duitsland, de Karpaten, de Balkan, Spanje, Portugal, Frankrijk, Zwitserland en Italië. Buiten Europa leeft hij in Turkmenistan, Mongolië, China, Turkije, Syrië, Nepal en Bhutan. Tegenwoordig neemt het aantal in verschillende landen toe, zoals Duitsland, Zwitserland en Frankrijk.

## Benelux
Omstreeks 1800 kwamen wolven in Nederland nog in redelijke aantallen voor. 
In 1897 is nog een wolf waargenomen (bij het Noord-Brabantse Heeze), maar aangenomen kan worden dat al decennia eerder er geen populaties meer in Nederland voorkwamen en het dier uitgestorven was. Ook in België was de soort tegen het einde van de 19de eeuw uitgestorven.
In de laatste decennia van de 20e eeuw waren discussies over de wenselijkheid en mogelijkheid de wolf in Nederland te introduceren.
Na 2000 werden er geregeld meldingen gedaan van wolven, zowel in België als in Nederland. In 2011 is er met grote zekerheid een wolf gezien in Duiven (Gelderland) 
In 2015 is een jong Duits exemplaar op beeld vastgelegd toen hij rondtrok in Drenthe en Groningen. In 2019 hebben drie wolven zich gevestigd op de Veluwe, waarna drie welpjes geboren werden.
In België werden in Wallonië wolven gesignaleerd in 2011 (Gedinne, Namen) en in 2016(Masbourg, Luxemburg). In januari 2018 was de eerste bevestigde terugkeer van de wolf in Vlaanderen.
Hoeveel wolven kunnen overleven in de Benelux is onbekend. Volgens een modelstudie uit 2012 zouden in Nederland in de Oostvaardersplassen, de Veluwe en in sommige andere bosrijke delen in het oosten van Nederland groepen wolven kunnen overleven., zoals het Nationaal Park Sallandse Heuvelrug. Ook zuidelijke streken, zoals Het Groene Woud en duingebieden zoals de Amsterdamse waterleidingduinen en Nationaal Park Zuid-Kennemerland worden genoemd vanwege hun omvang en hun populaties damherten en reeën. 
Het territorium van een wolf verschilt en is afhankelijk van meerdere factoren. In grote delen van Europa is dit gebied rond de 200 km², in Nederland zal dit op veel versnipperde of voedselarme gebieden ook waarschijnlijk de gemiddelde territorium grootte zijn. Maar Nederland heeft ook veel voedselrijke natuurgebieden waar de territoriums mogelijke wel tot 100 km² "klein" kunnen zijn. De sociale ondergrens in de natuur voor wolven ligt rond de 50 km2, territoria van zulke groottes kunnen wellicht ontstaan in extreem voedselrijke gebieden waar nauwelijks gejaagd wordt, zoals in de Oostvaardersplassen, of het duingebied. Aangezien in één territorium rond de tien wolven leven, denken veel onderzoekers dat er een paar honderd wolven in Nederland kunnen leven. 